# Daniel Thomisen

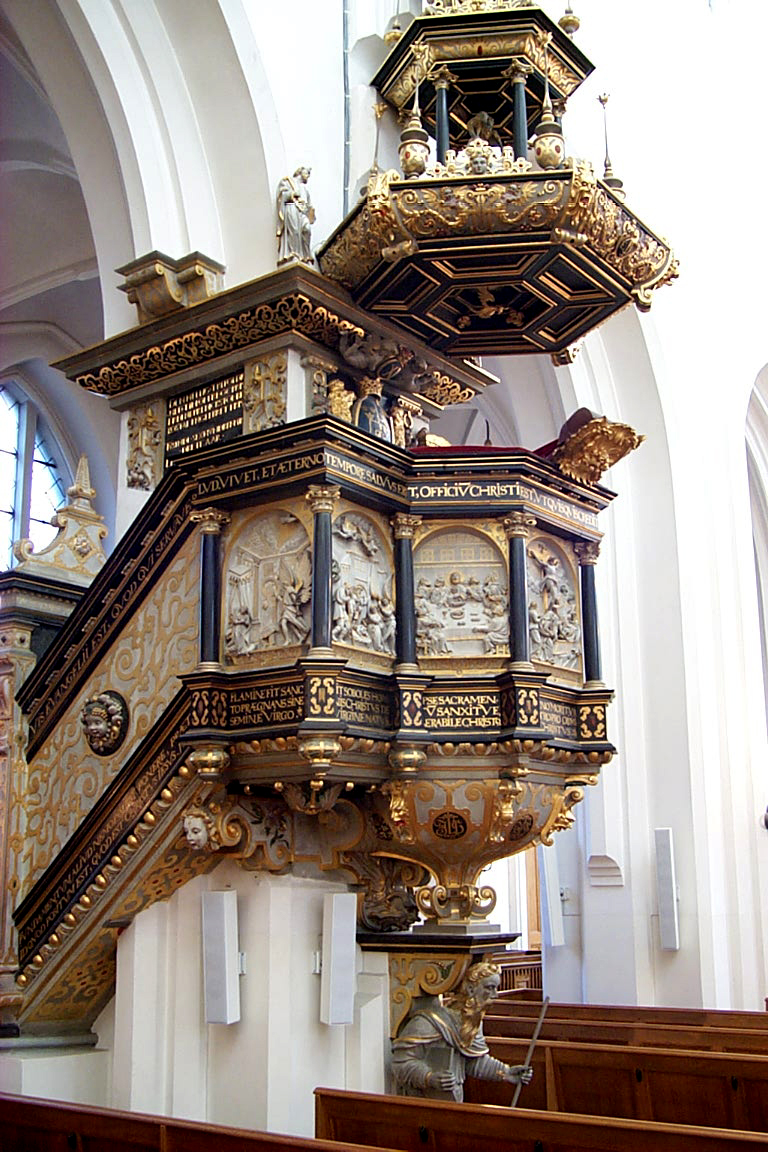
Predikstolen i Sankt Petri kyrka.

Daniel Thomisen (Tommisen), även känd under namnet Mäster Daniel, död 1603 i Malmö, var en dansk snickare och bildhuggare.
Thomisen hade i yngre år gått i lära för Morgens Snedker i Malmö och omkring 1582 arbetat som dennes sven på Malmöhus. Efter att han erhöll mästarvärdighet etablerade han en egen verkstad i Malmö. Bland hans första kända arbeten är ett altare som han utförde till Rängs kyrka som numera återfinns på Kulturhistoriska museet i Lund. Altaret är av en tvådelad typ med en välvd baldakin på kolonner med en fris som framställer byster av Frederik II och hans drottning. De dekorativa detaljerna är utförda i högrenässans med rullverk av masker och fruktmotiv. Efter att han utförde arbetet i Rängs kyrka som man antar är utfört före 1588 saknas uppgifter om hans verksamhet fram till slutet av 1590-talet då han är verksam om stenhuggare vid Svenstorps slott och Mölleröd slott. På Svenstorp utförde han portalen som bär årtalet 1596. Den är utförd i sandsten med två attiska kolonner som bär ett bjälkverk med inskrift. Portalen avslutas med en praktgavel och obelisker. Samtidigt med arbetet på Svenstorp utförde han tillsammans med Andreas Jacobi en predikstol till Rängs kyrka 1598.
Thomisen största och mest självständiga verk är predikstolen i  S:t Petri kyrka som han utförde 1599. Predikstolen beställdes som en gåva till kyrkan från rådmannen Engelbret Fries. Uppgörelsen mellan donatorn och Thomisen ledde till en tvist som fick lösas av en domstol. Predikstolen som är utförd i kalk- och sandsten har en renässans dekorering Korgen bärs upp av en konsol som vilar på en Moses figur i naturlig storlek. Korgen är åttakantig med sju kolonner i svart och vit marmor med sex i sten huggna reliefer mellan kolonen. Baldakinen är utförd i trä med en paviljongartad uppbyggnad i två våningar med en lökkupol krönt av en Kristusfigur. Trappan som leder upp till korgen är försedd med beslagsornamentering av djur och människohuvuden. Thomisen som är den första kända skånska renässansbildhuggaren och utövade en konst sil som skulle slå igenom först tre decennier senare.
Till hans arbeten eller från hans verkstad vill man även attribuera dopfunten i Sankt Petri kyrka som uppvisar några gemensamma drag med predikstolen samt några osignerade epitafier, På kunglig befallning reste han 1600 till Köpenhamn för att medverka i byggandet av det nya tyghuset. Man återfinner honom i Malmö 1603 då han vid domstol processade mot sin kollega Hendrik König. Av bevarade handlingar framgår det att Thomisen var en stor leverantör av gravstenar och som möbelsnickare utförde kyrkmöbler som specialitet.